# Direct-to-consumer
Direct-to-Consumer (DTC/D2C), também conhecido como vertical-commerce, é um modelo de negócio no qual as empresas eliminam intermediários na cadeia de produção e distribuição, vendendo seus produtos ou serviços diretamente ao consumidor final.
Essa abordagem, frequentemente chamada de "estratégia de desintermediação", tem ganhado popularidade entre empresas que buscam aumentar suas margens de lucro, melhorar o controle sobre a experiência do cliente e adotar tecnologias avançadas para gerenciar seus próprios canais de distribuição e fornecimento.

## Evolução
O modelo Direct-to-Consumer (DTC) combina o crescimento empresarial com a distribuição controlada de produtos proprietários. Nesse modelo, uma única organização gerencia todo o ciclo de vida do produto, desde a sua concepção e produção até a entrega ao consumidor final.
Embora muitos varejistas verticais não possuam suas próprias fábricas, eles desempenham um papel fundamental na especificação detalhada dos produtos, tornando-os exclusivos ou até personalizáveis. Essa abordagem permite às empresas determinar os melhores canais de venda e estratégias de comercialização. Além disso, possibilita a coleta direta de dados dos consumidores, proporcionando insights valiosos para ofertas mais personalizadas e assertivas.
Empresas que adotam o modelo Direct-to-Consumer (DTC) obtêm grandes volumes de dados ao venderem diretamente ao consumidor final. Esses dados permitem que testem e desenvolvam novos produtos de maneira mais eficiente.
Além disso, o modelo DTC proporciona maior controle sobre os produtos e o relacionamento com os consumidores finais. Essa abordagem também acelera os processos de produção, devido à estrutura mais enxuta e direta, característica desse modelo de negócios.
O crescimento constante do comércio eletrônico levou muitas empresas a adotarem modelos de negócios nativamente digitais e verticais. No entanto, apesar da expansão do e-commerce, a maior parte das vendas ainda ocorre em lojas físicas. Por esse motivo, muitas dessas empresas têm investido em uma estratégia de presença multicanal, combinando lojas digitais e físicas. O objetivo é garantir uma integração consistente com a marca e oferecer uma experiência diferenciada, que permita aos consumidores se envolverem com a marca e fortalecerem sua lealdade.
O modelo Direct-to-Consumer (DTC) tem demonstrado grande sucesso entre os Millennials e a Geração Z, públicos que valorizam personalização e conveniência. Estima-se que esse mercado tenha alcançado um valor de 10 bilhões de dólares até o ano de 2020.

## Vantagens e desvantagens
A proximidade com o consumidor e o acesso direto aos seus dados permitem que empresas Direct-to-Consumer (DTC) adquiram um conhecimento mais aprofundado sobre seus clientes. Essa inteligência de dados pode ser utilizada para otimizar a produção sob demanda e direcionar esforços para atender, de forma mais precisa, as necessidades e expectativas de seu público-alvo, oferecendo produtos e experiências personalizadas.
Outro benefício do modelo DTC é a possibilidade de alcançar margens de lucro significativamente maiores em comparação ao modelo Business-to-Consumer (BTC). Enquanto empresas BTC frequentemente lidam com margens reduzidas devido à presença de intermediários, o corte dessas etapas no modelo DTC possibilita a oferta de preços competitivos ao consumidor, mantendo a lucratividade.
Além disso, o modelo DTC tende a ser mais vantajoso a longo prazo, pois cria barreiras de entrada para concorrentes, incluindo o controle direto sobre dados de clientes, canais de distribuição e maior fidelização do público.
Entre as desvantagens do modelo Direct-to-Consumer (DTC) estão o elevado investimento inicial e o crescimento mais gradual em comparação a um e-commerce tradicional. Enquanto empresas de e-commerce podem agilizar a produção por meio da aquisição de produtos de diversos fornecedores, o modelo DTC enfrenta o desafio de atender diretamente os clientes finais e gerenciar a distribuição em menores quantidades, o que pode aumentar os custos operacionais.
Por outro lado, o e-commerce tradicional, composto majoritariamente por revendedores que distribuem produtos de outras empresas, beneficia-se de economias de escala e preços competitivos, favorecendo grandes players, como a Amazon. Esse modelo permite maior flexibilidade na oferta de produtos e é projetado para atender a demandas em larga escala.

## Modalidades de DTC

### DNVB - Digitally Native Vertical Brand
O conceito de DNVB (em português, MVND - marcas verticais nativas digitais) começou a ser desenvolvido em 2016 por Andy Dunn, CEO da Bonobos - marca de roupas masculinas americana, que usa o canal de venda online, mas possui showrooms (lojas físicas onde os clientes podem experimentar e ajustar os produtos antes de comprá-los).
Além de cortar intermediários da cadeia produtiva até a venda, uma DNVB é uma empresa nascida no meio digital, ainda que possa migrar para o offline em uma experiência Omnicanal (que integra os canais online e offline, proporcionando uma experiência de compra consistente, seja pela internet ou em uma loja física).
Nessa abordagem, as marcas exploram o aumento do número de canais para oferecer uma experiência de usuário omnipresente e contínua.
Isso acontece, pois as DNVBs são focadas em oferecer experiências acima das expectativas. A marca é considerada o principal ativo e deve ter foco total em boas experiências e alto grau de contato direto com o consumidor final. A experiência está no produto, no site, na loja física, atendimento ao cliente e logística, mesclando uma comunicação assertiva no online e uma experiência memorável no offline. Essas empresas partem do princípio de que é preciso investir numa forte construção de marca para que os consumidores conheçam e comprem os produtos. E ao atuar no ambiente digital, com acesso a bases de dados ricas envolvendo desde o início do processo de produção até a venda ao cliente final, é possível valer-se de todo o potencial da internet para se aproximar do consumidor.
E-commerces como a Everlane, marca americana de moda, aproveitam-se do relacionamento direto com os fabricantes para aprimorar o marketing e oferecer maior transparência na formação do preço de seus produtos.
Já no Brasil, um exemplo de empresa que adota esse modelo de negócios é a Amaro - marca brasileira de lifestyle, nativamente digital - que tem toda sua produção, marketing e comunicação feitos internamente. Todo esse controle do processo permite uma relação mais próxima com o cliente final e também o lançamento de cerca de dez mil novos produtos por ano.
Para uma DNVB é essencial ter um propósito de marca forte, não só no produto, mas também na experiência.

### Omnicanal (Omnichannel)
É comum que empresas que adotam o modelo DTC operem no online e offline simultaneamente para fortalecer a conexão com os consumidores e focar na experiência.
Na startup brasileira nativa digital, Zissou, do mercado de colchões, o produto é vendido no e-commerce e também possui um ponto físico para os consumidores testarem antes da compra. Mais do que um showroom, também realizam eventos focados no público-alvo da marca para controlar ainda mais a experiência e manter a identidade da marca.
O modelo Omnicanal (Omichannel), diferente do multicanal (multichannel), integra diversos canais (como lojas físicas, site, aplicativo, etc.) em uma mesma experiência de compra, de forma que o cliente possa transitar entre eles de maneira fluida. Uma empresa omnicanal é sempre multicanal (ou seja, atua em vários canais de venda, como lojas físicas, online e aplicativos), mas uma empresa multicanal nem sempre é omnicanal (pois nem sempre esses canais estão integrados e proporcionam uma experiência contínua e conectada entre si).

### Varejo físico
Nesta modalidade, a venda é feita fora do online, somente no ponto físico, mas também com domínio total sobre o processo de produção até a venda ao consumidor final, como, por exemplo, a rede multinacional Mc Donald’s.